# Aktivistenabzeichen der volkseigenen Betriebe

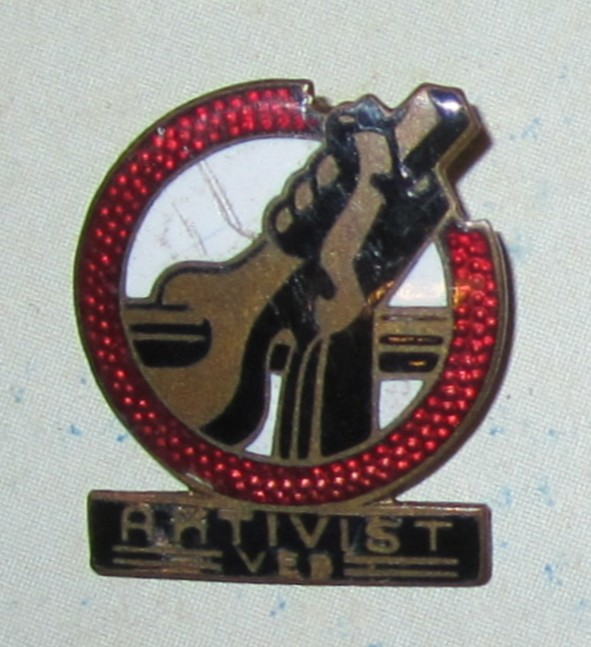
1950

Das Aktivistenabzeichen der volkseigenen Betriebe war eine staatliche Auszeichnung der Deutschen Demokratischen Republik (DDR), das zum Ehrentitel Aktivist des Zweijahrplanes verliehen wurde.

## Geschichte
Der Ehrentitel Aktivist des Zweijahrplanes wurde zwischen der Staatsgründung der DDR am 7. Oktober 1949 und dem Jahresende 1949 gestiftet. Er gilt als Vorläufer des Ehrentitels Verdienter Aktivist, der 1950 gestiftet wurde. Das Aktivistenabzeichen der volkseigenen Betriebe wurde wahrscheinlich nur an sehr wenige Personen verliehen; seine Stiftungstatuten konnten bisher nicht ermittelt werden. Es ist jedoch davon auszugehen, dass seine Verleihung für Personen vorgesehen war, die über einen längeren Zeitraum am Aufbau des Sozialismus und der DDR sowie im sozialistischen Wettbewerb in einem Volkseigenen Betrieb mitgewirkt hatten.

## Aussehen und Trageweise
Das runde, rot emaillierte Abzeichen mit einem Durchmesser von 21 mm ist gekörnt, golden umrandet und zeigt auf seiner Vorderseite mittig ein weiß emailliertes Medaillon, welches ebenfalls goldumrahmt ist. In ihm ist eine bronzen-schwarze geschlossene Faust zu sehen, die von unten kommend einen Schraubenschlüssel hält, welcher nach unten hin an einem waagerecht liegenden Rohr festliegt. Die Faust mit dem Ende des Schraubenschlüssels durchbricht den oberen rechten Rand des Abzeichens. Am unteren Rand des Abzeichens befindet sich ein kleines, schwarz emailliertes, ebenfalls golden eingefasstes Viereck mit den Maßen 20 mm × 4 mm und der zweizeiligen Aufschrift: AKTIVIST / VEB. Das Wort VEB ist dabei links und rechts von zwei kleinen goldenen Linien flankiert, die sich über die gesamte Länge des darüber liegenden Schriftzuges AKTIVIST ziehen. 
Die Rückseite besteht aus einer querliegenden, verlöteten Nadel sowie dem Herstellerkürzel: PRÄ-WE-MA.